# Luan Toro
Luan Toro é um município da província de La Pampa, na Argentina.